# جشمة ها بايين (حومة بم)
جشمة ها بایین (بالفارسية: چشمه‌ها پایین) هي قرية تقع في إيران في منطقة مركزية ريفية.